# Wspólna komórka progenitorowa linii granulocytarnej i mieloidalnej
Wspólna komórka progenitorowa krwi linii mieloidalnej i granulocytarnej (ang. common myeloid progenitor, CMP), czasem nazywana również mieloidową komórką progenitorową – rodzaj tkankowo swoistej wielopotencjalnej komórki macierzystej szpiku, wywodzącej się w prostej linii od komórki macierzystej hemopoezy (HSC). Daje początek progenitorom granulocytów i monocytów (ang. granulocyte and monocyte progenitor, GMP) oraz progenitorom megakariocytów i erytrocytów (ang. megakaryocyte/erythrocyte progenitors, MEP).

Przeczytaj ostrzeżenie dotyczące informacji medycznych i pokrewnych zamieszczonych w Wikipedii.